# Villa di Poggio Reale

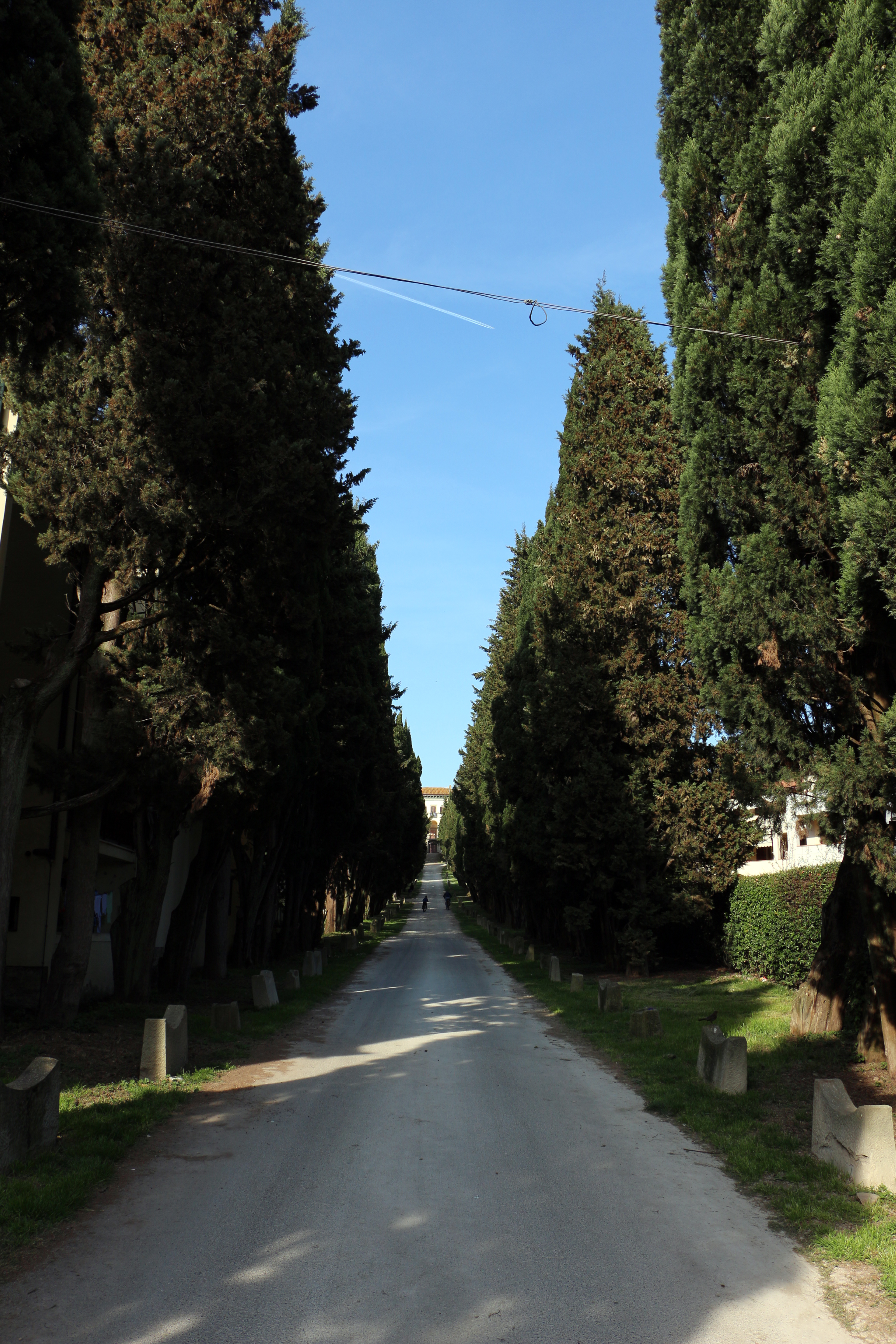
Il viale di cipressi

La Villa di Poggio Reale si trova alla Rufina (FI).

## Storia e descrizione
Un viale di cipressi affiancato da vigneti conduce proprio davanti alla facciata della villa di Poggio Reale.
Così chiamata perché nel 1829 vi soggiornò Leopoldo II, ricorda nella struttura la grande tradizione cinquecentesca fiorentina delle ville suburbane.
I primi proprietari furono i Mormorai di Maiano come è attestato da uno stemma scolpito in un portale del salone principale posto al piano terreno.
Ristrutturata ampiamente nel corso del XVII secolo passò da residenza signorile di campagna a luogo di feste e ricevimenti.
Verso la prima metà del XIX secolo vennero costruite: le grandiose cantine sotterranee della villa nelle quali attualmente sono presenti colossali tini e botti centenarie, una cappella a destra dell'edificio e contemporaneamente fu arricchito il parco circostante.
Divenuta patrimonio immobiliare della famosa azienda vinicola Chianti Spalletti fu ceduta nel 1988 al Comune di Rufina.
La villa attualmente ospita il "Museo della vite e del vino", che espone oggetti di fabbricazione artigianale che illustrano le varie fasi della produzione vitivinicola e vanta una raccolta di oltre 1500 tra volumi e documenti inerenti agli aspetti storici della vitivinicoltura, e il Museo Mario Romoli.